# Курносова, Наталья Алексеевна
Наталья Алексеевна Курносова (до 1999 — Жарова; р. 11 сентября 1975, Москва) — российская волейболистка. Нападающая-доигровщица. Мастер спорта России международного класса.

## Биография
Волейболом Наталья Жарова начала заниматься в московской СДЮСШОР № 65 у тренера Любови Григорьевны Даниловой. В 1991 году была принята в волейбольную команду ЦСКА, в составе которой провела большую часть своей игровой карьеры (12 лет из 18-ти). В армейском клубе Наталья 8 раз становилась призёром чемпионатов России, дважды выигрывала Кубок России и один раз Кубок обладателей кубков ЕКВ. Кроме ЦСКА играла в Турции и Италии, затем в команде Балаковская АЭС и московском «Динамо», в составе которого стала двукратной чемпионкой России.
В 2005 году главный тренер сборной России Джованни Капрара включил Наталью Курносову в состав национальную команды страны. Первым турниром в составе сборной для волейболистки стал розыгрыш Кубка Ельцина, завершившийся победой российской команды, а в июле Курносова дебютировала уже в официальных соревнованиях в матче отборочного турнира чемпионата мира 2006 против сборной Чехии. Также волейболистка приняла участие в квалификации Гран-при-2006, а в сентябре всё того же 2005 года в составе национальной команды России стала бронзовым призёром чемпионата Европы, прошедшего в Хорватии.

### Клубная карьера
- 1991—2000 —  ЦСКА (Москва);
- 1999 —  «Сирам Рома» (Рим);
- 2000—2001 —  «Коджаелиспор» (Измит);
- 2001 —  ЦСКА (Москва);
- 2001—2002 —  «Карифак» (Фабриано);
- 2002—2003 —  ЦСКА (Москва);
- 2003—2004 —  Балаковская АЭС (Балаково);
- 2004—2005 —  ЦСКА (Москва);
- 2005—2007 —  «Динамо» (Москва);
- 2007—2008 —  ЦСКА (Москва);
- 2008—2009 —  Балаковская АЭС (Балаково).

## Достижения

### С клубами
- двукратная чемпионка России — 2006, 2007;
  - 4-кратный серебряный призёр чемпионатов России — 1994, 1995, 1996, 1997;
  - 5-кратный бронзовый призёр чемпионатов России — 1992, 1993, 1998, 2001, 2004;
- двукратный победитель розыгрышей Кубка России — 1998, 2001;
  - двукратный серебряный призёр Кубка России — 1997, 1999;
  - двукратный бронзовый призёр Кубка России — 2005, 2006;
- серебряный призёр Лиги чемпионов ЕКВ 2007;
- победитель розыгрыша Кубка обладателей кубков ЕКВ 1998;
  - двукратный бронзовый призёр Кубка обладателей кубков ЕКВ — 1996, 1997;
- серебряный призёр Кубка Топ-команд 2006.

### Со сборной России
- бронзовый призёр чемпионата Европы 2005;
- победитель розыгрыша Кубка Ельцина 2005.

## Семья
Мужем Натальи Курносовой является тренер сборной России Игорь Курносов (р. 1967). Их дочь — Кристина Курносова (р. 1997) — до 2015 играла за молодёжный состав волейбольной команды «Динамо» (Москва), а с 2015 выступает за «Заречье-Одинцово», с 2021 за клуб  «Уралочка-НТМК» (Свердловская область)